# Requins en Mer de Chine
Requins en Mer de Chine est la trente-neuvième histoire de la série Les Aventures de Buck Danny de Jean-Michel Charlier et Victor Hubinon. Elle est publiée pour la première fois dans le journal Spirou du no 1965 au no 1983. Puis est publiée sous forme d'album en 1977. C'est le deuxième volet de la trilogie des aventures de Buck Danny au Sarawak commencée avec " La Vallée de la mort verte " .

## Résumé
Dans l'épisode précédent, le monoplace de combat piloté par Sonny Tuckson s'est écrasé dans la jungle dense du Haut-Sarawak (côte nord de Bornéo). S'étant éjecté de son appareil, il est poursuivi par de mystérieux tueurs, et est bientôt rejoint par Buck et Tumbler, venus à sa rescousse. Puis c'est totalement par hasard que les trois pilotes sont tombés sur une étrange vallée, perdue mais couverte d'une vaste culture de pavots blancs. Ils ont compris le péril imminent de l'opération criminelle qui se trame autour de la diffusion de ces drogues, avec le lourd appui logistique assuré par une branche locale de la mafia américaine.
Après maintes péripéties, les trois pilotes sont parvenus à retourner sur leur porte-avions, l'USS Ranger (CV-61), et ont rendu compte de leur découverte à l'amiral commandant le groupe aéronaval constitué autour du Ranger.
Décidés à passer outre aux instructions et interdits du Pentagone et de la Maison-Blanche, Buck Danny et ses deux coéquipiers effectuent un vol de Reconnaissance aérienne et prennent des photos et des films des champs de pavots. Mais Tumbler est abattu et capturé par les hommes de la mafia. Disposant enfin de preuves tangibles, l'amiral prend sur lui la responsabilité d'un raid visant à pulvériser tout le défoliant et le napalm nécessaires pour ruiner l'immense récolte programmée.
Une course effrénée contre la montre a commencé. Mais le raid est retardé par un typhon et la récolte a déjà été moissonnée quand les bombardiers du Ranger arrivent sur place.
Leur intervention est filmée par la bande mafieuse au profit des autorités du Sarawak qui envoient ces pièces accusatrices au Conseil de sécurité des Nations unies. En conséquence de quoi l'amiral est relevé de son commandement.
Le commandant du porte-avions assure alors la succession de l'amiral, et monte une opération de diversion, consistant à faire croire à l'abandon de la mission ; mais en réalité il fait gagner au Ranger un mouillage dans une échancrure profonde de la côte, tandis que l'opium dissimulé dans des bidons d'essence (préalablement vidés à cette intention) dévale par flottage le cours d'un des fleuves menant à la mer.
Pendant que Sonny et Buck recherchent le cargo qui va réceptionner la drogue, Tumbler prend en otage Rocky Voltero, le chef du gang et, en s'enfuyant en hélicoptère, détruit un bon nombre de jets ennemis. Récupérés par Buck, Sonny et une section de marines, ils ne se doutent pas qu'ils ont été pistés et suivis par les gangsters, dévoilant ainsi la position du Ranger à leurs ennemis.

## Personnages
Outre les protagonistes habituels de la série, on note :
- le Rear admiral, upper half, commandant le groupe aéronaval du Ranger ; familièrement désigné "Bill" par le commandant du porte-avions, au cours d'un de leur dialogue (planche R.14A, case B1) ;
- Le capitaine de vaisseau (U.S.N.) N…, commandant l'USS Ranger ;
- Shim, général et sultan (prince) du Nord-Sarawak ;
- Rocky Voltero ("Voltere" dans l'épisode précédent ; prénom altéré en "Lou[2]" à la fin de l'épisode) chef de la branche locale de la mafia ;
- Costello, adjoint de Voltero et pilote d'avion de combat de l'aviation de Shim ;
- Daok, (natif de Sarawak) capitaine (terre, parachutiste), armée de la Fédération malaisienne ; fin connaisseur de la culture et des coutumes locales, au service du général Shim ;

## Avions
- Lockheed YO-3A « Quiet Star »
- Ling-Temco-Vought A-7 Corsair II
- Saab J 35 Draken
- Sikorsky CH-53 Sea Stallion
- Grumman A-6 Intruder
- Grumman E-2 Hawkeye
- Bell 47J Ranger
- Piper PA-25 Pawnee